# Морунина Слобода
Морунина Слобода — опустевшая деревня в Нерехтском районе Костромской области. Входит в состав Пригородного сельского поселения.

## География
Находится в юго-западной части Костромской области на расстоянии приблизительно 15 км на юг-юго-запад по прямой от районного центра города Нерехта.

## История
В 1872 году здесь (тогда Марунина Слобода или Маруниха) было учтено 59 дворов, в 1907 году отмечено было 89 дворов.

## Население
Постоянное население составляло 333 человека (1872 год), 412 (1897), 466 (1907), 0 как в 2002 году, так и в 2022.